# Сиртланова Магуба Гусейнівна
Магуба Гусейнівна (Хусаїнівна) Сиртланова (15 липня 1912 — 1 жовтня 1971) — радянська військова льотчиця, в роки Другої світової війни — заступник командира ескадрильї 46-го гвардійського нічного бомбардувального авіаційного полку, гвардії старший лейтенант. Герой Радянського Союзу (1946).

## Життєпис
Народилася 15 липня 1912 року в місті Белебей, нині — Республіка Башкортостан. Татарка. Закінчила аероклуб і планерну школу в Тбілісі (Грузія).
До лав РСЧА призвана Тбіліським МВК у червні 1941 року. В діючій армії — з 27 грудня 1942 року. Воювала на Південному, Закавказькому, Північно-Кавказькому, 2-у Білоруському фронтах. Пройшла бойовий шлях від пілота до заступника командира ескадрильї 588-го (з лютого 1943 року — 46-го гвардійського) нічного бомбардувального авіаційного полку. Член ВКП(б) з 1942 року.
Всього за роки війни здійснила 780 бойових вильотів із бойовим нальотом 928 годин, під час яких зкинула на військові об'єкти, скупчення живої сили і техніки супротивника 140 тонн бомбового навантаження.
Після демобілізації мешкала в місті Казань (Татарстан), де й померла 1 жовтня 1971 року.

## Нагороди
Указом Президії Верховної Ради СРСР від 15 травня 1946 року «за зразкове виконання бойових завдань командування на фронті боротьби з німецькими загарбниками та виявлені при цьому відвагу і героїзм», гвардії старшому лейтенантові Сиртлановій Магубі Гусейнівні присвоєне звання Героя Радянського Союзу з врученням ордена Леніна і медалі «Золота Зірка» (№ 8261).
Нагороджена також двома орденами Червоного Прапора (28.05.1943, 22.05.1945), орденами Вітчизняної війни 2-го ступеня (30.10.1943), Червоної Зірки (26.04.1944) і медалями.

## Вшанування пам'яті
Ім'ям Магуби Сиртланової названо вулиці в містах Казань і Белебей.